# Ruma-Nationalpark

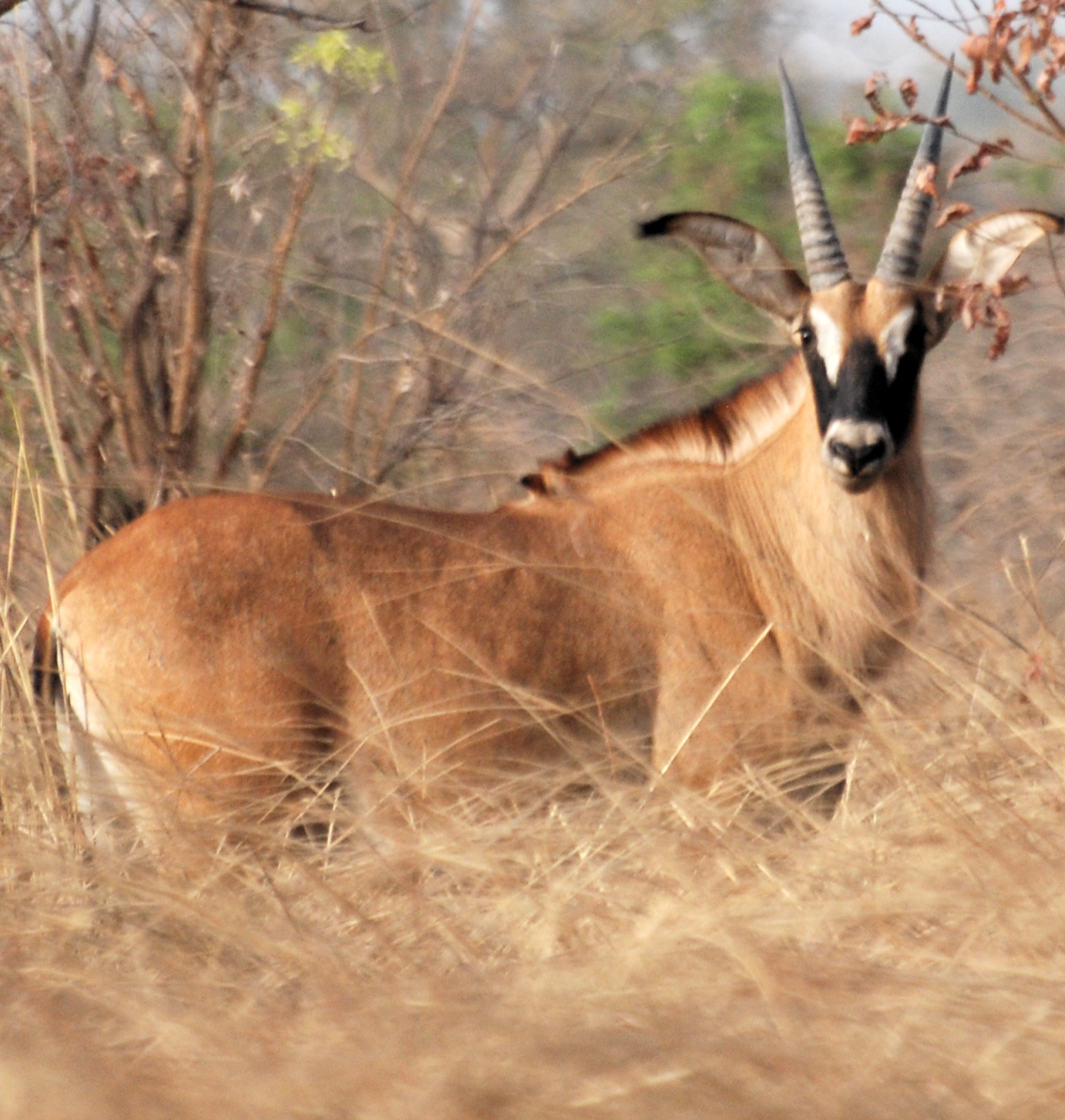
Pferdeantilope

Der Ruma-Nationalpark ist ein Nationalpark im Homa Bay County in Kenia. 1966 wurde er als Naturschutzgebiet Lambwe valley game reserve gegründet, um den letzten verbliebenen Lebensraum der Pferdeantilope in Kenia zu schützen. 1983 wurde das Naturschutzgebiet zum Nationalpark ernannt. Der Ruma-Nationalpark liegt ungefähr 10 km östlich des Victoriasees und besteht aus einer Savannenlandschaft mit Flüssen, Bergen und vereinzelten Waldlandschaften. 

## Klima
Das Klima im Ruma-Nationalpark ist feucht und schwül. Die durchschnittlichen Niederschlagsmengen liegen bei 1200 bis 1600 mm. 

## Fauna
Neben den letzten Pferdeantilopen Kenias leben im Ruma-Nationalpark Kuhantilopen, Uganda-Giraffen, Riedböcke, Bleichböckchen, afrikanische Strauße, Anubispaviane und Impalas. Außerdem leben dort Geparden und Leoparden. Ungefähr 145 verschiedene Vogelarten leben im Nationalpark, darunter der Schreiseeadler und der Seidenturako. Unter den dort beheimateten Reptilien befindet sich Agamen, Puffottern, Afrikanische Speikobras, verschiedene Echsen und Geckos.